# Bogaletch Gebre
Bogaletch "Boge" Gebre là một nhà khoa học và nhà hoạt động người Ethiopia. Trong năm 2010, Tớ báo trực tuyến của nước Anh The Independent đã mô tả bà là "người phụ nữ bắt đầu cuộc nổi dậy của phụ nữ Ethiopia." Cùng với chị gái là Fikirte Gebre, Gebre thành lập tổ chức từ thiện KMG Ethiopia, trước đây được gọi là Kembatti Mentti Gezzima-Tope (Kembatta Women Standing Together). Tổ chức từ thiện hoạt động để phục vụ phụ nữ trong nhiều lĩnh vực, bao gồm ngăn ngừa cắt âm vật và bắt cóc cô dâu bằng việc thực hiện bắt cóc và cưỡng hiếp phụ nữ trẻ, sau đó ép buộc họ vào hôn nhân. Theo Ủy ban Quốc gia về Thực tiễn Truyền thống của Ethiopia, các thực tiễn như vậy là cơ sở của 69% các cuộc hôn nhân ở trong nước vào năm 2003. Báo The Independent báo cáo rằng tổ chức đã giảm tỷ lệ bắt cóc cô dâu ở Kembatta hơn 90%, trong khi The Economist ghi nhận rằng việc giảm bớt sự cắt xén bộ phận sinh dục nữ từ 100% xuống còn 3%. Vào năm 2005, Gebre được trao giải thưởng Bắc-Nam năm 2005 và năm 2007 được trao giải thưởng Jonathan Mann về Sức khỏe và Nhân quyền Toàn cầu. Đối với những đóng góp của bà cho sự phát triển của châu Phi, Boge đã được trao giải thưởng Phát triển Quốc tế Baudouin vào tháng 5 năm 2013.